# Associazione Sportiva Dilettantistica Riozzese 2019-2020
Questa voce raccoglie le informazioni riguardanti la Associazione Sportiva Dilettantistica Riozzese nelle competizioni ufficiali della stagione 2019-2020.

## Stagione
A seguito dello svilupparsi della pandemia di COVID-19 che ha colpito l'Italia dal mese di febbraio, la partita della quindicesima giornata di campionato contro la Roma CF era stata rinviata. Qualche giorno dopo è stata rinviata anche la partita valida per la sedicesima giornata di campionato contro il Ravenna. Il 10 marzo 2020 venne comunicata dalla FIGC una prima sospensione di tutte le attività agonistiche della LND fino al 3 aprile successivo, conseguentemente a quanto disposto dal Governo per decreto ministeriale. Seguirono una serie di proroghe della sospensione delle attività agonistiche, finché il 20 maggio 2020 venne comunicata la sospensione definitiva delle competizioni sportive organizzate dalla FIGC. La classifica finale è stata definitiva sulla base della classifica al momento della sospensione definitiva del campionato, alla quale sono stati applicati dei criteri correttivi: la Riozzese ha così concluso il campionato di Serie B al quinto posto con 31,625 punti finali.

## Divise e sponsor
La tenuta di gioco ripropone lo schema già utilizzato nelle stagioni precedenti, con l'unica variante nei calzettoni, o rosa o neri. Il fornitore dell'abbigliamento sportivo è Macron.
| Casa |

## Organigramma societario
Fonte sito Football.it
Area tecnica
- Allenatore: Roberto Salterio

## Rosa
Rosa, ruoli e numeri di maglia relativi all'incontro della 9ª giornata di campionato, fonte sito FIGC.it, 
| N. |                   | Ruolo | Calciatrice               |
| -- | ----------------- | ----- | ------------------------- |
| 1  | Italia (bandiera) | P     | Cristina Selmi            |
| 2  | Italia (bandiera) | C     | Giulia Redolfi            |
| 3  | Italia (bandiera) | C     | Giulia Grumelli           |
| 4  | Italia (bandiera) | D     | Elisa Galbiati (capitano) |
| 5  | Italia (bandiera) | D     | Martina Tugnoli           |
| 6  | Italia (bandiera) | C     | Ester Postiglione         |
| 7  | Italia (bandiera) | A     | Biancamaria Codecà        |
| 8  | Italia (bandiera) | C     | Andrea Rebecca Belloni    |
| 9  | Italia (bandiera) | A     | Benedetta Oleotti         |
| 10 | Italia (bandiera) | A     | Aurora Liuzzi             |
| 11 | Italia (bandiera) | A     | Roberta Edoci             |
| 12 | Italia (bandiera) | D     | Ilaria D'Ugo              |
| 13 | Italia (bandiera) | P     | Roberta Ballabio          |

| N. |                   | Ruolo | Calciatrice         |
| -- | ----------------- | ----- | ------------------- |
| 14 | Italia (bandiera) | D     | Arianna Varone      |
| 15 | Italia (bandiera) | A     | Giulia Zecchino     |
| 16 | Italia (bandiera) | C     | Francesca Bruno     |
| 17 | Italia (bandiera) | C     | Elisa Lecce         |
| 20 | Italia (bandiera) | C     | Eleonora Castellani |
| 21 | Italia (bandiera) | D     | Federica Callovini  |
| 22 | Italia (bandiera) | D     | Elisa Straniero     |
| 23 | Italia (bandiera) | A     | Alessia Rognoni     |
| 24 | Italia (bandiera) | A     | Jessica Spinelli    |
| 31 | Italia (bandiera) | D     | Jenny Dossi         |
| 93 | Italia (bandiera) | P     | Luna Arzeno         |
|    | Italia (bandiera) | D     | Valentina Pedretti  |

## Calciomercato

### Sessione estiva
| Acquisti | Acquisti        | Acquisti     | Acquisti   |
| R.       | Nome            | da           | Modalità   |
| -------- | --------------- | ------------ | ---------- |
| D        | Ilaria D'Ugo    |              |            |
| C        | Andrea Belloni  | Fiamma Monza | prestito   |
| A        | Alessia Rognoni | Inter        | svincolata |

| Cessioni | Cessioni       | Cessioni | Cessioni |
| R.       | Nome           | a        | Modalità |
| -------- | -------------- | -------- | -------- |
| P        | Cristina Selmi |          |          |

### Sessione invernale
| Acquisti | Acquisti        | Acquisti | Acquisti   |
| R.       | Nome            | da       | Modalità   |
| -------- | --------------- | -------- | ---------- |
| A        | Giulia Zecchino | Novese   | svincolata |

| Cessioni | Cessioni      | Cessioni | Cessioni |
| R.       | Nome          | a        | Modalità |
| -------- | ------------- | -------- | -------- |
| C        | Aurora Liuzzi | ???      |          |
| A        | Roberta Edoci | ???      |          |

## Risultati

### Serie B

#### Girone di andata
| Riozzo 15 settembre 2019, ore 15:00 CEST 1ª giornata      | Riozzese  | 1 – 1 referto | Roma CF | Centro sportivo comunale |
| \| \| \| \| \| Codecà 1’ \| Marcatori \| 90+3’ Carboni \| |           |               |         |                          |
|                                                           |           |               |         |                          |
| Codecà 1’                                                 | Marcatori | 90+3’ Carboni |         |                          |

| Arbitro: | Giuseppe Sassano (Padova) |

|             |           |                              |
| Cimatti 79’ | Marcatori | 14’, 70’ Codecà 18’ Galbiati |

| Arbitro: | Alessandro Negrelli (Finale Emilia) |

|                                              |           |                                               |
| Dallagiacoma 14’ Peretti 33’ Boni 83’ (rig.) | Marcatori | 7’, 46’ Rognoni 15’ (aut.) Faccioli 75’ Dossi |

| Arbitro: | Campagni (Firenze) |

|                                    |           |                      |
| Rognoni 60’, 71’ Codecà 66’ (rig.) | Marcatori | 3’ Pastore 82’ Calli |

| Arbitro: | Canci (Carrara) |

|                                 |           |                          |
| Vitiello 7’ Rigolino 33’ (rig.) | Marcatori | 21’ Rognoni 55’ Galbiati |

| Riozzo 24 novembre 2019, ore 14:30 CET 6ª giornata                             | Riozzese  | 2 – 2 referto               | Napoli | Centro sportivo comunale |
| \| \| \| \| \| Rognoni 12’, 23’ \| Marcatori \| 56’ Cavicchia 70’ Kubassova \| |           |                             |        |                          |
|                                                                                |           |                             |        |                          |
| Rognoni 12’, 23’                                                               | Marcatori | 56’ Cavicchia 70’ Kubassova |        |                          |

| Arbitro: | Boriello (Arezzo) |

|                                         |           |  |
| Barbieri 37’ Brambilla 56’ Di Luzio 61’ | Marcatori |  |

| Arbitro: | Stabile (Padova) |

|  |           |                                |
|  | Marcatori | 12’ (rig.) Savini 42’ Visentin |

| Arbitro: | Papale (Torino) |

|                             |           |              |
| Codecà 39’ Rognoni 69’, 84’ | Marcatori | 90+1’ Angori |

| Vittorio Veneto 12 gennaio 2020, ore 14:30 CET 10ª giornata | Vittorio Veneto    | 0 – 0 referto | Riozzese | Stadio Paolo Barison\| Arbitro: \| D'Eusanio (Faenza) \| |
| Arbitro:                                                    | D'Eusanio (Faenza) |               |          |                                                          |

| Arbitro: | Gandolfo (Bra) |

|                                  |           |                                   |
| Codecà 43’, 75’, 90+2’ Dossi 58’ | Marcatori | 65’ (rig.) Peruzzo 71’ Meggiolaro |

#### Girone di ritorno
| Arbitro: | Mirabella (Napoli) |

|                        |           |                 |
| Polverino 3’ Silvi 67’ | Marcatori | 6’, 61’ Rognoni |

| Arbitro: | Gandino (Alessandria) |

|            |           |                                   |
| Codecà 66’ | Marcatori | 5’ Montecucco 50’ (aut.) Galbiati |

| Arbitro: | Longo (Cuneo) |

|  |           |                                        |
|  | Marcatori | 22’ Salaorni 54’ Dallagiacoma 68’ Boni |

| Savignano sul Rubicone 23 febbraio 2020, ore 14:30 CET 15ª giornata | Castelvecchio | – Annullata | Riozzese | Vecchio comunale |

| Riozzo 1º marzo 2020, ore 14:30 CET 16ª giornata | Riozzese | – Annullata | Novese | Centro sportivo comunale |

| Napoli 22 marzo 2020, ore 14:30 CET 17ª giornata | Napoli | – Annullata | Riozzese | Centro sportivo CUS Napoli |

| Riozzo 29 marzo 2020, ore 14:30 CET 18ª giornata | Riozzese | – Annullata | San Marino | Centro sportivo comunale |

| Roma 19 aprile 2020, ore 15:00 CEST 19ª giornata | Lazio | – Annullata | Riozzese | Stadio Maurizio Melli |

| Perugia 26 aprile 2020, ore 15:00 CEST 20ª giornata | Perugia | – Annullata | Riozzese | Campo Massiano 1 |

| Riozzo 10 maggio 2020, ore 15:00 CEST 21ª giornata | Riozzese | – Annullata | Vittorio Veneto | Centro sportivo comunale |

| Cittadella 17 maggio 2020, ore 15:00 CEST 22ª giornata | Cittadella | – Annullata | Riozzese | Antistadio Piercesare Tombolato |

### Coppa Italia
| Arbitro: | Migliorini (Verona) |

|                                         |           |                                   |
| Rognoni 15’, 89’ Codecà 38’ Redolfi 74’ | Marcatori | 17’ Barbero 26’ Mattana 43’ Basso |

| Arbitro: | Ferrieri Caputi (Livorno) |

|                           |           |                        |
| Martani 38’, 67’ Boni 88’ | Marcatori | 40’ Tugnoli 87’ Codecà |

## Statistiche

### Statistiche di squadra
| Competizione | Punti | In casa | In casa | In casa | In casa | In casa | In casa | In trasferta | In trasferta | In trasferta | In trasferta | In trasferta | In trasferta | Totale | Totale | Totale | Totale | Totale | Totale | DR |
| Competizione | Punti | G       | V       | N       | P       | Gf      | Gs      | G            | V            | N            | P            | Gf           | Gs           | G      | V      | N      | P      | Gf     | Gs     | DR |
| ------------ | ----- | ------- | ------- | ------- | ------- | ------- | ------- | ------------ | ------------ | ------------ | ------------ | ------------ | ------------ | ------ | ------ | ------ | ------ | ------ | ------ | -- |
| Serie B      | 20    | 8       | 3       | 3       | 3       | 14      | 15      | 6            | 2            | 3            | 1            | 11           | 11           | 14     | 5      | 5      | 4      | 25     | 26     | -1 |
| Coppa Italia | -     | 1       | 0       | 0       | 1       | 0       | 3       | 1            | 0            | 0            | 1            | 2            | 3            | 2      | 0      | 0      | 2      | 2      | 6      | -4 |
| Totale       | -     | 9       | 3       | 3       | 4       | 14      | 18      | 7            | 2            | 3            | 2            | 13           | 14           | 16     | 5      | 5      | 6      | 27     | 32     | -5 |

### Andamento in campionato
| Giornata  | 1 | 2 | 3 | 4 | 5 | 6 | 7 | 8 | 9 | 10 | 11 | 12 | 13 | 14 | 15 | 16 | 17 | 18 | 19 | 20 | 21 | 22 |
| --------- | - | - | - | - | - | - | - | - | - | -- | -- | -- | -- | -- | -- | -- | -- | -- | -- | -- | -- | -- |
| Luogo     | C | T | T | C | T | C | T | C | C | T  | C  | T  | C  | C  | T  | C  | T  | C  | T  | T  | C  | T  |
| Risultato | N | V | V | V | N | N | P | P | V | N  | V  | N  | P  | P  | -  | -  | -  | -  | -  | -  | -  | -  |
| Posizione | 7 | 2 | 2 | 2 | 2 | 2 | 4 | 5 | 4 | 4  | 4  | 4  | 5  | 5  | 5  | 5  | -  | -  | -  | -  | -  | -  |

Legenda:

Luogo: C = Casa; T = Trasferta. Risultato: V = Vittoria; N = Pareggio; P = Sconfitta.

### Statistiche delle giocatrici
| Giocatore      | Serie B  | Serie B | Serie B     | Serie B    | Coppa Italia | Coppa Italia | Coppa Italia | Coppa Italia | Totale   | Totale | Totale      | Totale     |
| Giocatore      | Presenze | Reti    | Ammonizioni | Espulsioni | Presenze     | Reti         | Ammonizioni  | Espulsioni   | Presenze | Reti   | Ammonizioni | Espulsioni |
| -------------- | -------- | ------- | ----------- | ---------- | ------------ | ------------ | ------------ | ------------ | -------- | ------ | ----------- | ---------- |
| L. Arzeno      | 1        | -1      | 0           | 0          | 1            | -3           | 0            | 0            | 2        | -4     | 0           | 0          |
| R. Ballabio    | 11       | -15     | 0           | 0          | 0            | 0            | 0            | 0            | 11       | -15    | 0           | 0          |
| A. Belloni     | 14       | 0       | 1           | 0          | 1            | 0            | 0            | 0            | 15       | 0      | 1           | 0          |
| F. Bruno       | 1        | 0       | 0           | 0          | 0            | 0            | 0            | 0            | 1        | 0      | 0           | 0          |
| F. Callovini   | 7        | 0       | 0           | 0          | 1            | 0            | 0            | 0            | 8        | 0      | 0           | 0          |
| E. Castellani  | 1        | 1       | 0           | 0          | -            | -            | -            | -            | 1        | 1      | 0           | 0          |
| B. Codecà      | 14       | 9       | 0           | 0          | 1            | 1            | 0            | 0            | 15       | 10     | 0           | 0          |
| I. D'Ugo       | 13       | 0       | 0           | 0          | 1            | 0            | 0            | 0            | 14       | 0      | 0           | 0          |
| J. Dossi       | 14       | 2       | 1           | 0          | 1            | 0            | 0            | 0            | 15       | 2      | 1           | 0          |
| R. Edoci       | 3        | 0       | 0           | 0          | -            | -            | -            | -            | 3        | 0      | 0           | 0          |
| E. Galbiati    | 14       | 1       | 1           | 0          | 1            | 0            | 0            | 0            | 15       | 1      | 1           | 0          |
| G. Grumelli    | 8        | 0       | 0           | 0          | -            | -            | -            | -            | 8        | 0      | 0           | 0          |
| E. Lecce       | 13       | 0       | 2           | 0          | 1            | 0            | 0            | 0            | 14       | 0      | 2           | 0          |
| A. Liuzzi      | 0        | 0       | 0           | 0          | 0            | 0            | 0            | 0            | 0        | 0      | 0           | 0          |
| B. Oleotti     | 6        | 0       | 0           | 0          | 0            | 0            | 0            | 0            | 6        | 0      | 0           | 0          |
| E. Pea         | -        | -       | -           | -          | -            | -            | -            | -            | -        | -      | -           | -          |
| V. Pedretti    | 1        | 0       | 0           | 0          | 0            | 0            | 0            | 0            | 1        | 0      | 0           | 0          |
| E. Postiglione | 13       | 1       | 0           | 0          | 1            | 0            | 0            | 0            | 14       | 1      | 0           | 0          |
| G. Redolfi     | 13       | 0       | 2           | 0          | 1            | 0            | 0            | 0            | 14       | 0      | 2           | 0          |
| A. Rognoni     | 12       | 11      | 0           | 0          | 1            | 0            | 0            | 0            | 13       | 11     | 0           | 0          |
| C. Selmi       | 2        | -4      | 0           | 0          | -            | -            | -            | -            | 2        | -4     | 0           | 0          |
| E. Spinelli    | 7        | 0       | 0           | 0          | 1            | 0            | 0            | 0            | 8        | 0      | 0           | 0          |
| E. Straniero   | 13       | 0       | 0           | 0          | 0            | 0            | 0            | 0            | 13       | 0      | 0           | 0          |
| M. Tugnoli     | 10       | 0       | 0           | 0          | 1            | 1            | 0            | 0            | 11       | 1      | 0           | 0          |
| A. Varone      | 11       | 0       | 0           | 0          | 1            | 0            | 0            | 0            | 12       | 0      | 0           | 0          |
| M. Zanetti     | 0        | 0       | 0           | 0          | -            | -            | -            | -            | 0        | 0      | 0           | 0          |
| G. Zecchino    | 4        | 0       | 0           | 0          | -            | -            | -            | -            | 4        | 0      | 0           | 0          |